# 羅堰三
摩羯座17，又名BD-22 5523，HD 197725、SAO 189667、HR 7937，是摩羯座的一颗恒星，视星等为5.93，位于銀經24.38，銀緯-34.37，其B1900.0坐标为赤經20h 40m 22.2s，赤緯-21° -34.37′ 39″。